# 가정위탁
가정위탁(家庭委託)은 친부모가 아이를 양육할 수 없는 상황일 때, 장기간 또는 단기간 다른 곳에서 길러주는 것을 말한다.

## 같이 보기
- 보육원
- 입양